# ناحية الحواش
ناحية الحواش إحدى نواحي سوريا تتبع إداريّاً لمحافظة حمص منطقة تلكلخ ومركزها بلدة الحواش، بلغ تعداد سكان الناحية 24,684 نسمة حسب التعداد السكاني لعام 2004.

## بلدات وقرى ناحية مركز الحواش
بلاط، بساس، عين العجوز (بصومع)، دوير اللين، عين الغارة، عناز، عش الشوحة، الحواش، الحصن، عيناتا، الجوانيات، مقلس، المزرعة، المزينة، مقعبرة، قلع السقا (عين الملا)، شواهد، التلة.